# گراسیم بالایان
گراسیم بالایان ارمنی: Գերասիմ Բալայան سیاستمدار اهل ارمنستان و نماینده دوره دوم مجلس ملی نخستین جمهوری ارمنستان بود. وی عضو فدراسیون انقلابی ارمنی بود.